# Parang (islote)
Parang (en inglés: Parang Islet) es una pequeña isla del Atolón Ettal, Estados Federados de Micronesia. Está ubicado en el municipio de Ettal, estado de Chuuk, en la parte occidental del país, 500 km al oeste de Palikir.  Parang se encuentra a 18 metros sobre el nivel del mar. Tiene una superficie de 0,47 kilómetros cuadrados.
La tierra en Parang es plana. El punto más alto de la isla está a 22 metros sobre el nivel del mar. Cubre 0,9 km de norte a sur y 1,1 km de este a oeste.